# Eliptička galaksija
Eliptičke galaksije se, prema spljoštenosti, klasifikuju od E1 do E7. Ove galaksije su bez uočljive strukrure. Tipični primeri su pratioci spiralne galaksije M31 u sazvežđu Andromeda. Ovo su, u stvari, kompaktini sistemi čije mase ne prelaze 1010 masa Sunca bez međuzvezdane materije. Apsolutini sjaj ovih galaksija iznosi najviše -13m.7, a za mnoge od njih je ispod -12m. Spektralna klasa je G3.7 i predstavlja srednju klasu zvezda u ovim galaksijama.
Eliptična galaksija je tip galaksije približno elipsoidnog oblika i glatke, gotovo bezlične slike. One su jedna od četiri glavne klase galaksija koje je opisao Edvin Habl u svojoj Hablovoj sekvenci i svom delu Carstvo maglina iz 1936. godine, zajedno sa spiralnim i lentikularnim galaksijama. Eliptične (E) galaksije su, zajedno sa lentikularnim galaksijama (S0) sa svojim diskovima velikih razmera, i ES galaksijamas sa njihovim diskovima srednje veličine, podskup populacije galaksija „ranog tipa“.
Većina eliptičnih galaksija je sastavljena od starijih zvezda male mase, sa retkim međuzvezdanim medijumom i minimalnom aktivnošću formiranja zvezda, i obično su okružene velikim brojem globularnih jata. Veruje se da eliptične galaksije čine otprilike 10–15% galaksija u superjatu Device i nisu dominantni tip galaksije u svemiru u celini. One se preferentno nalaze blizu centara klastera galaksija.
Eliptične galaksije se kreću po veličini od patuljastih eliptičkih sa desetinama miliona zvezda, do supergiganata od preko sto triliona zvezda koji dominiraju u njihovim jatima galaksija. Prvobitno, Edvin Habl je pretpostavio da su eliptične galaksije evoluirale u spiralne galaksije, što je kasnije otkriveno kao netačno, iako akrecija gasa i manjih galaksija može izgraditi disk oko već postojeće elipsoidne strukture. Zvezde koje se nalaze unutar eliptičnih galaksija su u proseku mnogo starije od zvezda koje se nalaze u spiralnim galaksijama.

## Klasifikacija
Habl je klasifikovao eliptične galaksije prema njihovom prividnom obliku. Galaksije koje je označio sa E0 skoro su kružne, dok su galaksije potklase E7 vrlo izdužene, odnosno eliptične. Ostale, od E1 do E6, kreću se između ova dva oblika. Hablov, kao i svaki klasifikacioni sistem, imao objekte koji se nisu sasvim uklapali. Neke galaksije eliptičnog oblika imaju ispupčenje i disk, ali nemaju spiralne krake. Takođe, kao i ostale eliptične galaksije, ne sadrže gas od koga se formiraju zvezde. Ovakve galaksije označene su sa S0.

### Primeri eliptičnih galaksija:
- M32 (Mesje 32) je patuljasta eliptična galaksija u sazvežđu Andromeda. Može biti viđena teleskopom kao pahuljast objekat sa magnitudom 9. Prvi put ju je video Gijom Le Žentil 1749. godine.
- M49, M59, M60, M87, M89 i IC 1101 su eliptične galaksije u sazvežđu Devica.
- M105 ili NGC 3379 je eliptična galaksija u sazvežđu Lav. Smatra se da sadrži supermasivnu crnu rupu.
- Mafei 1 je velika eliptična galaksija u sazvežđu Kasiopeja. Dobila je ime po italijanskom astrofizičaru Paolu Mafei koji ju je otkrio 1967. godine.
- Kentaur A ili NGC 5128 je upadljiva galaksija u sazvežđu Kentaur. Otkrio ju je škotski astronom Džejms Danlop 1826. godine.

## Opšte karakteristike
Eliptične galaksije karakteriše nekoliko svojstava koja ih razlikuju od drugih klasa galaksija. To su sferne ili jajolike mase zvezda, bez gasova za stvaranje zvezda. Najmanja poznata eliptična galaksija je oko jedne desetine veličine Mlečnog puta. Kretanje zvezda u eliptičnim galaksijama je pretežno radijalno, za razliku od diskova spiralnih galaksija u kojima dominira rotacija. Štaviše, postoji vrlo malo međuzvezdane materije (ni gasa ni prašine), što rezultira niskim stopama formiranja zvezda, nekoliko otvorenih zvezdanih jata i malo mladih zvezda; prilično eliptičnim galaksijama dominiraju stare zvezdane populacije, dajući im crvene boje. Velike eliptične galaksije obično imaju širok sistem globularnih jata.
Dinamička svojstva eliptičnih galaksija i ispupčenja diska galaksija su slična, što sugeriše da se mogu formirati istim fizičkim procesima, iako je ovo i dalje kontroverzno. Profili luminoznosti eliptičnih galaksija i njihovih ispupčenja dobro se uklapaju u Sersikov zakon, a opseg skaliranja odnosa između strukturnih parametara eliptičnih galaksija ujedinjuje populaciju.
Svaka masivna eliptična galaksija sadrži supermasivnu crnu rupu u svom centru. Posmatranja 46 eliptičnih galaksija, 20 klasičnih ispupčenja i 22 pseudo ispupčenja pokazuju da svaka sadrži crnu rupu u centru. Masa crne rupe je usko povezana sa masom galaksije, što se vidi kroz korelacije kao što je M-sigma odnos koji povezuje disperziju brzina okolnih zvezda sa masom crne rupe u centru.
Eliptične galaksije se prvenstveno nalaze u jatama galaksija i u kompaktnim grupama galaksija.
Za razliku od ravnih spiralnih galaksija sa organizacijom i strukturom, eliptične galaksije su u većoj meri trodimenzionalne, bez mnogo strukture, a njihove zvezde su u donekle nasumičnim orbitama oko centra.

## Veličine i oblici
Eliptične galaksije se veoma razlikuju po veličini i po masi, sa prečnikom od 3000 svetlosnih godina do više od 700,000 svetlosnih godina, i masama od 105 do skoro 1013 solarnih masa. Ovaj raspon je mnogo širi za ovaj tip galaksije nego za bilo koji drugi. Najmanje, patuljaste eliptične galaksije, možda nisu veće od tipičnog globularnog jata, ali sadrže znatnu količinu tamne materije koja nije prisutna u jatima. Većina ovih malih galaksija možda nije povezana sa drugim eliptičnim galaktikama.
Hablova klasifikacija eliptičnih galaksija sadrži ceo broj koji opisuje koliko je izdužena slika galaksije. Klasifikacija je određena odnosom velike (a) i male (b) ose izofota galaksije:
{\displaystyle 10\times \left(1-{\frac {b}{a}}\right)}
Stoga, za sferičnu galaksiju sa a jednakim b, broj je 0, a Hablov tip je E0. Dok je granica u literaturi oko E7, poznato je od 1966. godine da su galaksije E4 do E7 pogrešno klasifikovane lentikularne galaksije sa diskovima nagnutim pod različitim uglovima u odnosu na našu liniju vida. Ovo je potvrđeno kroz spektralna posmatranja koja otkrivaju rotaciju njihovih zvezdanih diskova. Habl je prepoznao da njegova klasifikacija oblika zavisi kako od unutrašnjeg oblika galaksije, tako i od ugla pod kojim se galaksija posmatra. Dakle, neke galaksije sa Hablovim tipom E0 su zapravo izdužene.
Ponekad se kaže da postoje dve fizičke vrste eliptika: džinovske eliptike sa blago „kutijastim“ izofotima, čiji su oblici rezultat nasumičnog kretanja koje je veće u nekim smerovima nego u drugim (anizotropno nasumično kretanje); i „diskaste” normalne i patuljaste eliptike, koje sadrže diskove. Ovo je, međutim, zloupotreba nomenklature, jer postoje dve vrste galaksija ranog tipa, one sa diskovima i one bez. S obzirom na postojanje ES galaksija sa diskovima srednje veličine, razumno je očekivati da postoji kontinuitet od E do ES, te do galaksija S0 sa njihovim zvezdanim diskovima velikih razmera koji dominiraju svetlošću na velikim radijusima.

## Evolucija
Opšte je prihvaćeno da spajanje velikih, ali nedžinovskih galaksija, zbog gravitacionog privlačenja, igra glavnu ulogu u oblikovanju rasta i evolucije eliptičnih galaksija. Smatra se da su takva velika galaktička spajanja bila češća u ranim vremenima. Galaksija Mlečni put, u zavisnosti od nepoznate tangencijalne komponente, nalazi se na putu sudara od četiri do pet milijardi godina sa galaksijom Andromeda. Pretpostavlja se da će eliptična galaksija nastati spajanjem dve spirale. (Treba imati na umu da mala galaktička spajanja uključuju dve galaksije veoma različitih masa; dobro je poznato da se manja spajanja dešavaju u galaksijama koje nisu ni džinovske ni eliptične – kao što je naša sopstvena galaksija Mlečni put.)

## Literatura
- Milan S. Dimitrijević;Aleksandar S. Tomić (2005). Astronomija. Beograd, Obilićev venac 5: Zavod za udzbenike i nastavna sredstva.
- Mo, Houjun; van den Bosch, Frank; White, Simon (јун 2010), Galaxy Formation and Evolution (1 изд.), Cambridge University Press, ISBN 978-0521857932
- Hubble, E. P. (1926). „Extra-galactic nebulae”. Contributions from the Mount Wilson Observatory / Carnegie Institution of Washington. 324: 1—49. Bibcode:1926CMWCI.324....1H.
- Hubble, E. P. (1936). The Realm of the Nebulae. New Haven: Yale University Press. LCCN 36018182.
- „The Hubble tuning fork – classification of galaxies”. www.spacetelescope.org (на језику: енглески). Архивирано из оригинала 09. 02. 2019. г. Приступљено 2019-02-06.
- Binney, James (1998). Galactic Astronomy. Princeton: Princeton University Press. ISBN 978-0-691-02565-0.
- „Elliptical Galaxy”. COSMOS – The SAO Encyclopedia of Astronomy. Приступљено 2020-09-19.
- Masters, Karen L.;  . (30. 4. 2019). „Galaxy Zoo: unwinding the winding problem – observations of spiral bulge prominence and arm pitch angles suggest local spiral galaxies are winding”. Monthly Notices of the Royal Astronomical Society. 487 (2): 1808—1820. Bibcode:2019MNRAS.487.1808M. arXiv:1904.11436 . doi:10.1093/mnras/stz1153 . Приступљено 12. 6. 2019.

## Spoljašnje veze
- Elliptical Galaxies, SEDS Messier pages
- Elliptical Galaxies